# Danh sách câu lạc bộ bóng đá ở Niger
Đây là danh sách các câu lạc bộ bóng đá ở Niger.
Về danh sách đầy đủ, xem Thể loại:Câu lạc bộ bóng đá Niger

## A
- Akokana FC d'Arlit (Arlit)
- AS Douanes (Niamey)
- AS-FNIS (Niamey)
- AS Madaoua
- AS NIGELEC (Niamey)
- ASFAN (Niamey)
- Askia
- AS Police (Niamey)
- ASAF Zinder (Zinder)

## D
- Dan Gourmou FC (Tahoua)
- Dan Kassawa FC (Maradi)

## E
- Entente FC
- Espoir FC (Niger)

## J
- Jangorzo FC
- JS du Ténéré

## M
- Malbaza FC

## O
- Olympic FC de Niamey

## S
- Sahel SC

## Z
- Zumunta AC